# Ginkgo huttonii
Ginkgo huttonii — викопний вид гінгкоподібних дерев сучасного роду ґінко (Ginkgo), що існував у юрському періоді. Скам'янілі відбитки листків знайдені у середині 19 століття у графстві Йоркшир на півночі Англії.

## Опис
Відомий лише з відбитків листя. Листя завдовжки 4 — 5 см, жилкування щільне і майже паралельне. Листок ділиться на 2 — 8 язикоподібних лопатей. Лопаті, як правило, розщеплюються на кінчиках.